# Die drei Musketiere – Alle für einen und Waffen für alle!
Die drei Musketiere (deutscher Verweistitel Die drei Musketiere – Alle für einen und Waffen für alle!; Originaltitel 3 Musketeers) ist ein US-amerikanischer Actionfilm von Cole S. McKay nach einem Drehbuch von Edward DeRuiter aus dem Jahr 2011. Produziert wurde der Film von The Asylum.

## Handlung
Die Black-Ops-Einheit names „Die drei Musketiere“ besteht aus dem Strategen Athos, der Kampfkunstexpertin Aramis und des Hackers Porthos. Ihre aktuelle Mission verlangt von ihnen den Abschuss eines Passagierflugzeuges über Nordkorea. Der Anschlag soll so aussehen, dass als Verursacher der ostasiatische Staat ausgemacht wird. Sie werden allerdings verraten und entkommen nur knapp mit dem Leben. Alexandra D’Artagnan ist neu beim Secret Service und muss einen Regierungsputsch untersuchen. Dabei soll sie Hilfe von den „Musketieren“ bekommen.
D’Artagnan deckt bei ihren Untersuchungen auf, dass General Richard Lewis einen Mordanschlag auf Präsident King veranlassen will. Schlimmer noch, die „Musketiere“ finden heraus, dass die Verräter einen dritten Weltkrieg planen und sie deswegen damals das Flugzeug über Nordkorea abschießen sollten.

## Hintergrund

### Produktion
Der Film ist ein Mockbuster zu Die drei Musketiere mit Logan Lerman, Matthew Macfadyen, Ray Stevenson und Luke Evans in den Hauptrollen aus demselben Jahr. Er basiert lose auf den Roman Die drei Musketiere von Alexandre Dumas. Der größte Unterschied zwischen Romanvorlage und Film ist die Tatsache, dass die Handlung in die Gegenwart und in die USA verlegt wurde.
Die Dreharbeiten fanden ab dem 16. Juni 2011 bis zum 1. Juli 2011 statt. Gedreht wurde in Los Angeles sowie auf Terminal Island.

### Veröffentlichung
In den USA erschien der Film Direct-to-Video am 25. Oktober 2011.
Unter dem Titel Die drei Musketiere der Neuzeit wurde der Film in Deutschland im Videoverleih betrieben.

## Rezeption
„Lächerlicher Aktualisierungsversuch des Literaturklassikers von Alexandre Dumas, ausgelegt auf vordergründige Action.“

„Dumas hätte die Macher erstochen.“

Cinema schreibt außerdem, dass es sich bei der Handlung des Films um „hirnlosen Krawall“ handelt und der Film „nicht mal als Trash genießbar“ wäre.
Auf Rotten Tomatoes hat der Film einen Anteil positiver Zuschauerwertungen von 25 % bei weniger als 50 Bewertungen. In der Internet Movie Database hat der Film bei über 700 Stimmenabgaben eine Wertung von 2,4 von 10,0 möglichen Sternen (Stand: September 2024).